# RC-Modellbau

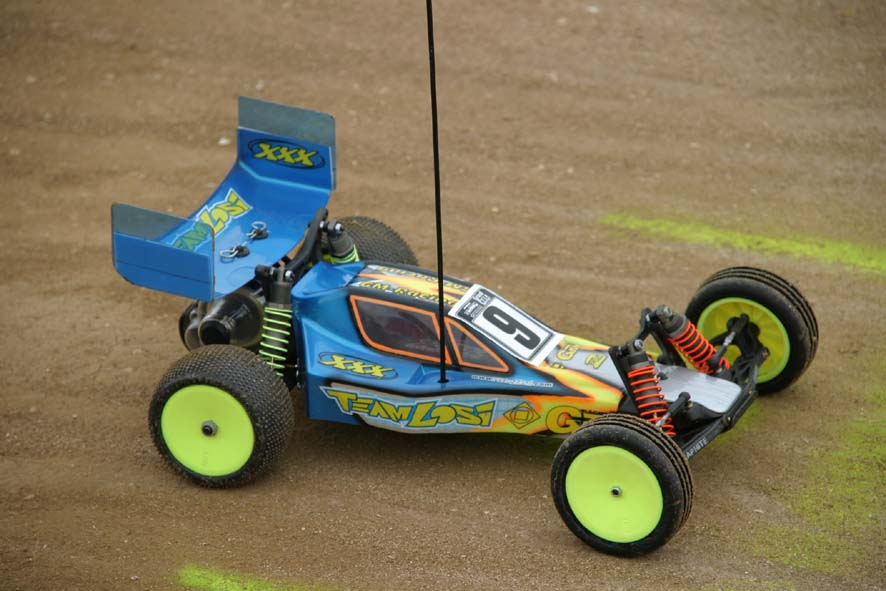
RC-Modellauto

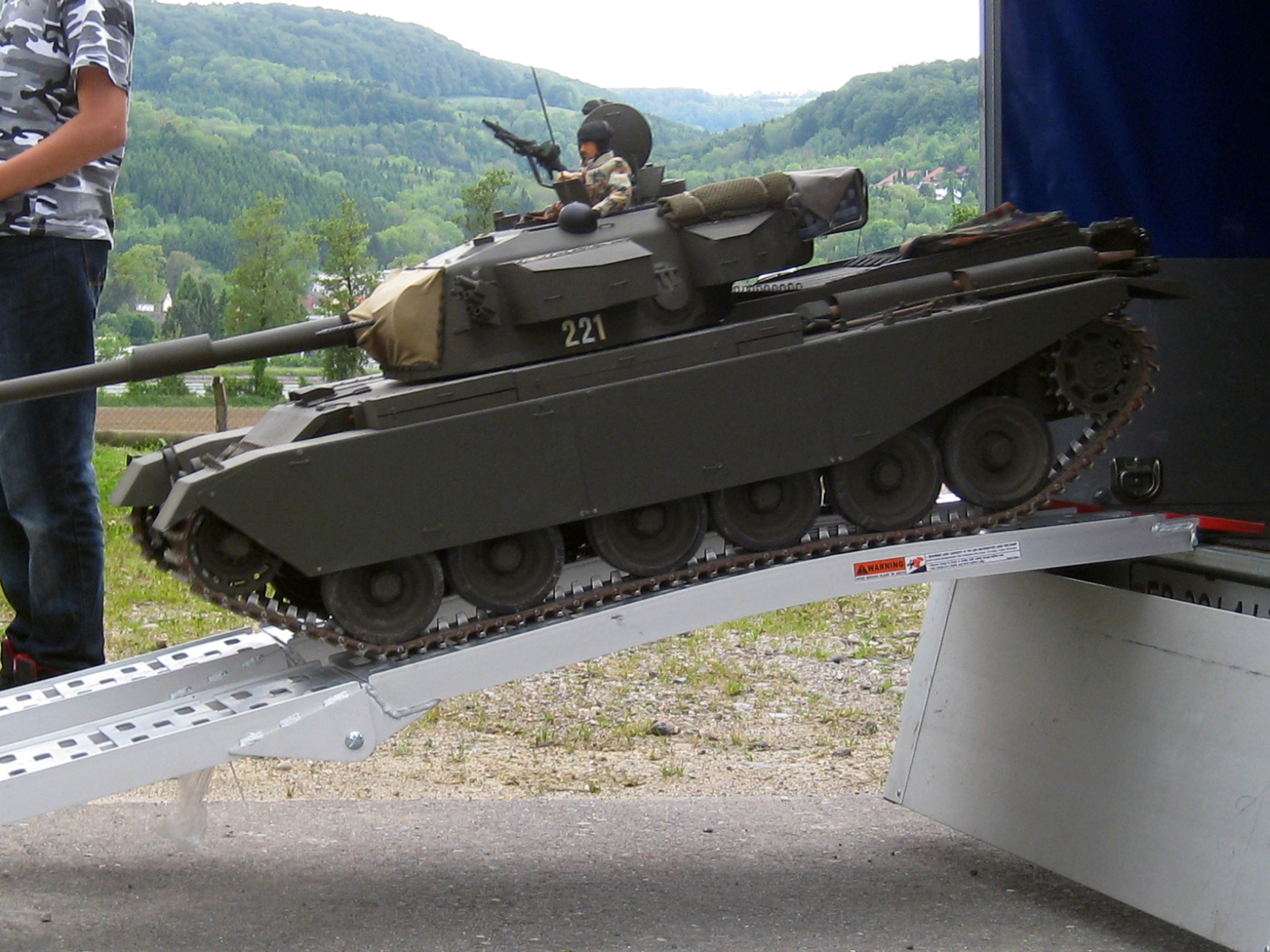
Funkferngesteuertes Modell Centurion-Panzer

RC-Modellbau wird der Bau von funktionsfähigen Modellen genannt, die  funkferngesteuert (engl. Radio Controlled oder Remote Controlled) werden.
Das können z. B. Autos, Flugzeuge, Hubschrauber oder Schiffe sein. Die technische Realisierung ist bei den vielfältigen Modelltypen sehr verschieden und nur im Grundprinzip vergleichbar.

## Modelle

### Automodelle
Es gibt verschiedene Größen der Modelle vom Maßstab 1:83 bis hoch zum Maßstab 1:4. Diese Fahrzeuge haben verschiedene Höchstgeschwindigkeiten von 15 km/h bis zu mehr als 300 km/h.
Geschwindigkeiten wie z. B. 200 km/h können nur mit besonders leistungsfähigen Elektromotoren erreicht werden. Verbrennungsmotoren haben eine stärkere Motorleistung, sie können allerdings wegen der geringeren Drehzahl keine so hohen Geschwindigkeiten erzielen. Laut Guinness Buch der Rekorde wurde der Weltrekord für das schnellste RC-Elektroauto am 25. Oktober 2014 aufgestellt. Dieser erreichte auf einer Rennstrecke in Utah, USA eine Geschwindigkeit von 325,12 km/h (202,02 mph).
Übersicht der Offroad-Fahrzeugtypen:
- Buggys
- Truggys/Stadium Trucks
- Monstertrucks
- Short-Course Trucks
- Crawler/Trailer
- Rallycar

Übersicht der Onroad-Fahrzeugtypen:
- Tourenwagen
- Glattbahn
- Driftcar
- Musclecar
- Oldtimer
- Gt500

### Flugmodelle
Im Flugmodellbau gibt es verschiedene Modellflugzeugarten. Diese unterscheiden sich insbesondere durch Größe, Gewicht, Antrieb und Flugverhalten.
Allgemein lassen sich RC-Flugmodelle einteilen:
- RC-Flugmodell mit Verbrennungsmotor
- Elektroflugmodell
- Segelflugzeug
- Multicopter

Spezieller lassen sich die Flugmodelle wie folgt einteilen:
- Slowflyer bzw. Park Flyer
- Nurflügler
- Shock Flyer
- Impeller-Flugzeug
- Jet-Modell
- Freiflugmodell
- Hubschrauber
- Quadrocopter
- Triocopter
- Hexacopter
- Octocopter

### Schiffsmodelle
Auch Schiffsmodelle kann man nach der Art des Antriebs kategorisieren:
- RC-Schiff mit Verbrennungsmotor
- RC-Schiff mit Elektromotor
- RC-Segelschiff
- RC-U-Boot
- RC-Speed boote

## Antriebe und Energiespeicher
Mit Ausnahme von Segelbooten, die den Wind als Antriebskraft nutzen, und Segelflugzeugen, benötigen alle RC-Modelle einen Modell-Antrieb und einen Energiespeicher:
| Antrieb                                            | Energiespeicher                                     |
| -------------------------------------------------- | --------------------------------------------------- |
| Elektromotor                                       | Primärzellen oder Akkumulatoren, meist als Akkupack |
| Glühzündermotor                                    | Methanol/Nitromethan/Öl                             |
| Kompressions-/Selbst- zündermotor                  | Diethylether/Petroleum/Öl                           |
| Benzinmotor                                        | Benzin                                              |
| Jet                                                | Kerosin/Diesel                                      |
| Dampfmaschine oder Stirlingmotor                   | Brennstoffe                                         |
| Gasexpansionsmotor mit Druckluft oder Kohlendioxid | Druckpatronen                                       |

Segelflugzeuge gewinnen ihre Energie aus Thermik oder Hangaufwind. Steht keines von beiden zur Verfügung, kann F-Schlepp, Windenstart oder ein Start mittels einer Seilvorrichtung genutzt werden. In der Praxis kann ein RC-Segelflugzeug zunächst mit Hilfsmotor, F-Schlepp oder Seil auf eine gewisse Höhe gebracht werden, um dann den wetterbedingten Auftrieb aus Thermik oder Hangaufwind zu nutzen. Auch diese RC-Modelle benötigen zum Betrieb der elektrischen Steuereinrichtungen (Servos) kleine Energiespeicher.
Durch die Vorteile der Lithium-Ionen-Akkumulatoren (geringes Gewicht, Baugröße, Speichervermögen, Belastbarkeit) setzen sich Akkumulatoren auf Lithiumbasis in verschiedensten Ausführungen, vor allem als Lithium-Polymer-Akkumulator und Lithium-Eisenphosphat-Akkumulator im Modellbau immer weiter durch.

## Steuerung

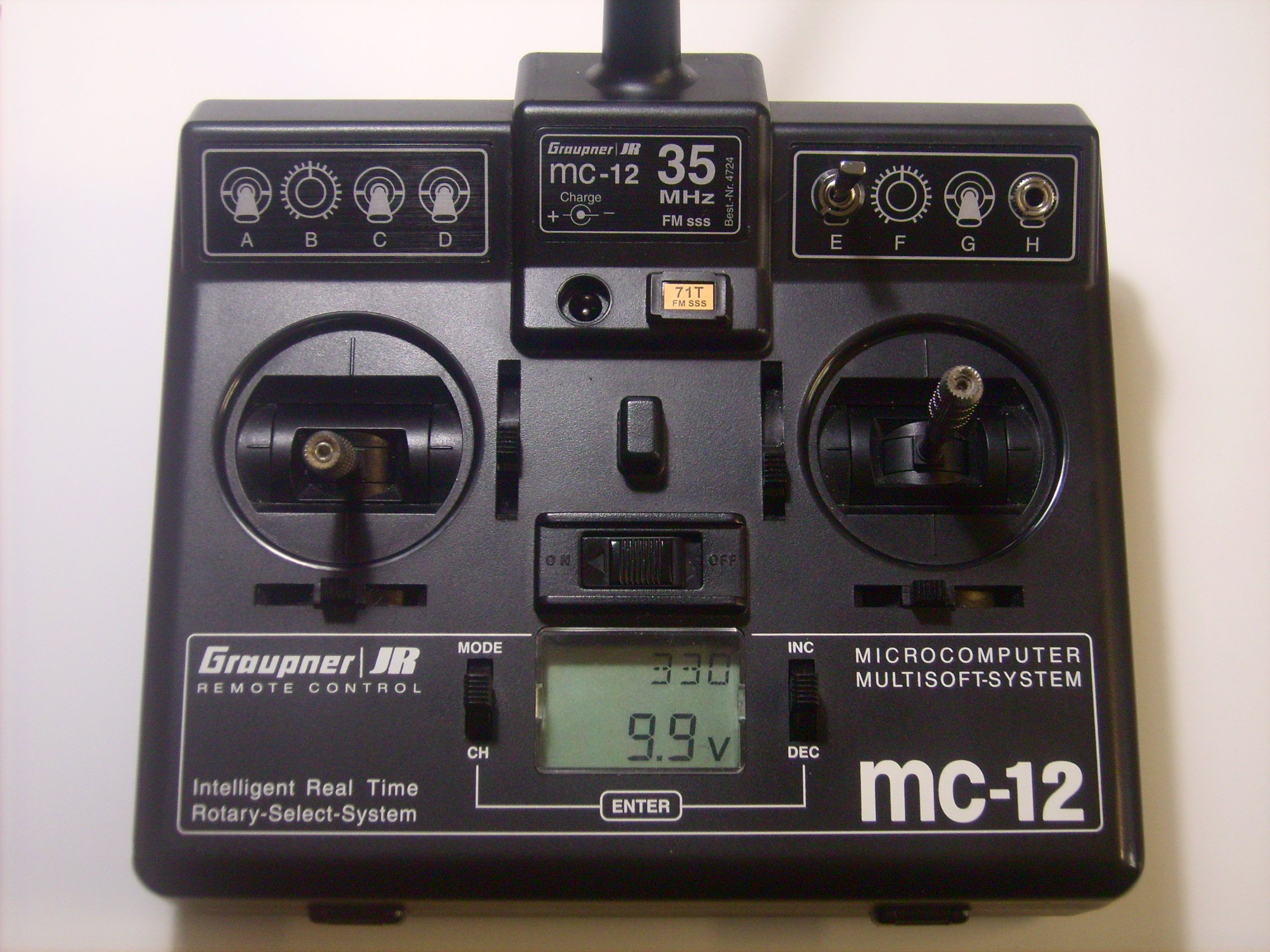
Sender einer programmierbaren Funkfernsteuerung

RC-Modelle werden über einen meist mobilen Sender gesteuert, der die Steuerimpulse in der Regel in mehreren getrennten Kanälen überträgt, wobei für jede Modellfunktion ein Kanal (genaugenommen ein Kanalpaar) verwendet wird. Die Modellfunktionen sind zum Beispiel Lenkung, Leistungssteuerung, Bremse oder Gangschaltung. Modellseitig wird ein auf die Senderfrequenz abgestimmter Empfänger mit passendem Quarz benötigt und ein Servo, oft fälschlicherweise als Servomotor bezeichnet, bzw. elektronische oder mechanische Fahrregler, um die Steuersignale in Veränderungen der Radeinschläge, Ruderausschläge und Motorleistungen umsetzen zu können. Bei elektronischen Reglern passiert dieses durch digitale oder analoge Spannungs-Signale. Bei mechanischen Reglern wird ein Kontaktstift, der die Motorversorgungsspannung verändert, durch einen Servo verschoben.
Bei der Lenkung wird ein Signal über den Empfänger zum Servo geschickt. Dieser wandelt die Signale in eine mechanische Bewegung um. Durch Lenkhebel wird die Kraft auf die Lenkstangen übertragen, die einen Lenkeinschlag der Räder bewirken.
Für die Steuerung von Verbrennungsmotoren wird auch ein Servo verwendet. Dieser regelt über ein Gestänge die Öffnung des Vergaserkükens. Durch das Öffnen des Vergasers wird mehr Luft angesaugt, mehr Treibstoff mitgerissen und bei der Verbrennung mehr Energie freigesetzt. Die Kurbelwelle/Antriebswelle dreht sich schneller. Für die Steuerung von Elektromotoren werden die Zeitintervalle, in denen der Elektromotor mit Strom versorgt wird, verlängert, so dass sich der Motor schneller dreht, dadurch auch die Räder schneller drehen und das Modell beschleunigt.
Es gibt verschiedene Ausführungen von Fernsteuerungsanlagen:
- Pistolensender: Hauptsächlich im Auto und Schiffsmodellbau vertreten.
- Handsender: Hauptsächlich für Helikopter und Flächenflugzeuge verwendet.
- Pultsender: Handsender, bei der ein Pult mit dem Sender umgeschnallt wird und somit nicht mit der Hand gehalten werden muss.

## Motivation
Neben der reinen technischen Herausforderung RC-Modelle zu betreiben, ist auch die Teilnahme an Wettbewerben mit diesen Modellen eine große Motivation für das RC-Modell-Hobby. In den Wettbewerben
geht es weniger um die höchste Geschwindigkeit der Modelle, sondern häufig um die Perfektion und Genauigkeit der Steuerung, Vorbildtreue oder technische Finesse in den Modellfunktionen.

## Wettbewerbe
Im Automodellbau gibt es verschiedene Wettbewerbe verschiedener Klassen.
Es gibt mehrere Weltmeisterschaften, Europameisterschaften und jeweils örtliche Meisterschaften.
Es gibt verschiedene Klassen, wie z. B. 1:10 Elektro Offroad, 1:10 Elektro Onroad, 1:8 Elektro Offroad, 1:8 Verbrenner Offroad, 1:8 Verbrenner Onroad und auch 1:5 Offroad.
Diese werden dann jeweils in Heck-/Hinterradantrieb (2WD) und Allradantrieb (4WD) gestaffelt.
Im Flugmodellbau gibt es ebenso vielfältige Wettbewerbsklassen – definiert von der FAI.